# Jean Thissen
Pour les articles homonymes, voir Thissen.
Jean Thissen (né le 21 avril 1946 à Verviers) est un joueur de football évoluant au poste d'arrière gauche, devenu par la suite entraîneur.
Vainqueur de dix trophées nationaux ou européens, il reste encore aujourd'hui le joueur du Standard de Liège qui a disputé le plus grand nombre de matches (233) avec les Rouches avant d'être transféré au RSC Anderlecht et le deuxième joueur à avoir disputé le plus de matches cumulés (355) pour ces deux équipes derrière Jacky Munaron (378 matches) et devant Jelle Van Damme (351 matches).

## Biographie

### Carrière comme joueur

#### En club

##### Formation au FC Ensival
Natif de la ville de Verviers, Jean Thissen joue dans les équipes d'âge du FC Ensival, club de la localité d'Ensival située dans la banlieue ouest de Verviers.

##### Standard de Liège
À 18 ans, en 1964, il rejoint le Standard de Liège et, dès la saison suivante, il intègre l'équipe première qui se classe depuis cinq saisons dans le top 3 du championnat belge. Dès sa première saison avec les Rouches, il remporte la coupe de Belgique 1966 mais ne dispute pas la finale contre le RSC Anderlecht, Lucien Spronck évoluant au poste d'arrière gauche. L'année suivante, le Standard se retrouve de nouveau en finale de la coupe de Belgique 1967. Cette fois-ci, Thissen joue la finale gagnée 3-1 après prolongations contre le FC Malines et inscrit le premier but du match. Avec l'arrivée de l'entraineur français René Hauss, il connaît les trois titres consécutifs de champion de Belgique en 1969, 1970 et 1971 où il fait partie comme arrière gauche de l'immuable défense de fer constituée de Christian Piot dans les buts, de Nico Dewalque et Léon Jeck comme défenseurs centraux et de Jacky Beurlet à l'arrière droit. Il participe encore à deux finales de coupe de Belgique en 1972 et 1973 où les Liégeois sont battus par le grand rival du RSC Anderlecht. Il est promu capitaine de l'équipe liégeoise de 1972 à 1974, succédant à Léon Semmeling.

##### RSC Anderlecht
Á l'été 1974, Jean Thissen est l'un des premiers joueurs rouches à être transférer chez les rivaux mauves du RSC Anderlecht. Il y remporte d'emblée deux coupes de Belgique en 1975 et 1976 mais ne participe à aucune de ces deux finales. Il ne gagne aucun titre de champion de Belgique avec Anderlecht mais est vice-champion pendant quatre saisons de 1976 à 1979. Le 5 mai 1976, il est titulaire de l'équipe victorieuse de la finale de la Coupe d'Europe des vainqueurs de coupe 1975-1976 en battant West Ham United 4 buts à 2. La saison suivante, les Anderlechtois se hissent de nouveau en finale de la Coupe d'Europe des vainqueurs de coupe 1976-1977 mais sont battus 2-0 par Hambourg SV. Jean Thissen joue toute la rencontre. L'année suivante, le Sporting d'Anderlecht accède une nouvelle fois à la finale de la Coupe d'Europe des vainqueurs de coupe 1977-1978 et gagne son second trophée en trois ans en balayant l'Austria Vienne 4 buts à 0. Jean Thissen joue tout le match parmi une solide défense constituée aussi de Hugo Broos, Gilbert Van Binst et Johnny Dusbaba. En décembre 1978, il remporte un dernier trophée en jouant les 180 minutes des matches aller et retour contre le FC Liverpool (victoire 3-1 puis défaite 2-1) pour s'adjuger la Supercoupe de l'UEFA 1978.

##### RCS Verviétois
Après cinq saisons passées dans la capitale belge, il termine sa carrière dans sa ville natale au RCS Verviétois évoluant en Promotion (division 4 belge) de 1979 à 1983.

#### En équipe nationale
Il a été sélectionné en équipe nationale de Belgique à 34 reprises entre 1968 et 1977. Il a joué l'intégralité des trois matches de la Belgique à la coupe du monde de 1970 au Mexique ainsi que les deux matches de la phase finale de l'Euro 1972 disputée en Belgique où les Diables rouges se classent troisièmes.

### Carrière comme entraineur
Après avoir raccroché les crampons, Jean Thissen effectue une carrière technique qui le conduit à diriger les joueurs de nombreux clubs, comme le Raja Casablanca, le Stade tunisien, le Servette de Genève, le Standard de Liège (de janvier à avril 2000), le Royal Excelsior Virton ou le Mouloudia Club Alger.
Il est le sélectionneur de l'équipe du Gabon de 1992 à 1994 et de l'équipe du Togo de mars à septembre 2009, entrainant ainsi cinq formations (clubs ou équipes nationales) africaines.

## Hommage
Jean Thissen a été nommé citoyen d'honneur de la Ville de Verviers en décembre 2001.

## Palmarès
- Standard de Liège :
  - Champion de Belgique en 1969, 1970 et 1971.
  - Vainqueur de la Coupe de Belgique en 1966 et 1967.
  - Vice-champion de Belgique en 1973.
  - Finaliste de la Coupe de Belgique en 1972 et 1973.
  - Finaliste de la Coupe de la Ligue Pro en 1974.
- RSC Anderlecht :
  - Vainqueur de la Coupe d'Europe des vainqueurs de Coupe en 1976 et 1978.
  - Vainqueur de la Coupe de Belgique en 1975 et 1976.
  - Vainqueur de la Supercoupe de l'UEFA en 1978.
  - Vice-champion de Belgique en 1976, 1977, 1978 et 1979.
  - Finaliste de la Coupe de Belgique en 1977.
  - Finaliste de la Coupe d'Europe des vainqueurs de Coupe en 1977.
  - Finaliste de la Coupe de la Ligue Pro en 1975.